# Kommunkod
Kommunkod är koder eller nummer för att identifiera kommuner eller kommunfria områden. Andra sätt att identifiera områden är postnummer, NUTS-koder eller FIPS-koder i USA.

## Sverige
I Sverige är kommunkoden fyrsiffrig och bestäms av SCB. De första två siffrorna står för det län kommunen tillhör, de två sista är individuella för kommunen.
Kommunkoder infördes i Sverige 1952 i samband med kommunreformen. Vid den tidpunkten fanns det fortfarande tre kommuntyper: landskommun, köping och stad.  Kommuntypen gick att utläsa av koden. Landskommuner fick länskoden samt en siffra mellan 01 och 59, köpingar fick länskoden samt en siffra mellan 60 och 79 och städer fick länskoden och en siffra mellan 80 och 99. Residensstäder hade länsnumret samt siffran 80, varför exempelvis Malmö hade koden 1280. De i kommunen ingående församlingarna har på motsvarande sätt en församlingskod bestående av ett tvåsiffrigt tal fogat till läns- och kommunkod.
Vid den andra landsomfattande kommunreformen i början av 1970-talet infördes en enhetlig kommuntyp, varför kodningen förlorade sin sorterande egenskap. Den namngivande kommunens kod har dock i allmänhet överförts på den nya kommunen, varför man ännu kan utläsa dennas kommuntyp före 1971. Om den nya kommunen fick ett helt nytt namn återanvändes oftast koden från den största enheten. Gotlands kommun fick till exempel Visby stads tidigare kod, 0980. Samtliga kommuner där det ligger en residensstad, har kommunkoden siffra 80 med länskoden.
Vid länssammanslagningar, som i fallen Skåne län och Västra Götalands län, har vissa kommuner fått nya koder.

## Kommunkoder i övriga Europa

### Norge
De norska kommunkoderna är uppbyggda på samma sätt som de svenska med de två första siffrorna för fylke och de två sista för kommunen. Systemet infördes i samband med folkräkningen 1946. Då fanns det två kommuntyper och tredjesiffran 0 reserverades för bykommuner, medan herredskommuner fick tredjesiffra från 1 och uppåt. Således har Bergens kommun nummer 1201, medan Bærums kommun har nummer 0219.

### Danmark
I Danmark är kommunkoderna tresiffriga. Koderna är uppdelade i grupper om 50 där varje amt hade första numret och de tillhörande kommunerna fick efterföljande nummer. Kommunerna tilldelades nummer i alfabetisk ordning efter kommunnamn.

### Estland
De estniska kommunkoderna är fyrsiffriga, där den första siffran alltid är en nolla. Kommunerna har tilldelats nummer i alfabetisk ordning efter kommunnamn.

### Finland
I Finland är motsvarigheten till kommunkod kommunnummer, som är tresiffriga. Kommunerna har tilldelats nummer i alfabetisk ordning efter kommunnamn.

### Tyskland
I Tyskland har koderna 8 siffror uppdelade i fyra grupper, XX X XX XXX. De första två siffrorna visar vilket tyskt förbundsland de tillhör, de följande två grupperna visar regionala tillhörigheter och den sista tresiffriga gruppen är den mest lokala enheten.

### Österrike
De österrikiska kommunkoderna är femsiffriga, det första numret visar vilket österrikiskt förbundsland kommunen tillhör, de två följande visar distriktstillhörighet och de två sista specificerar kommunen.

### Schweiz
De schweiziska kommunkoderna är fyrsiffriga, indelade i intervaller efter vilken kanton kommunen tillhör.